# Кадисия (област)
Вижте пояснителната страница за други значения на Кадисия.
Ал-Кадисия (арабски: القادسية) е една от 18-те мухафази (административни области, провинции) на Ирак, с център град Дивания. Ал-Кадисия е централна област с площ от около 8153 km². По оценка за юли 2018 г. населението е 1 291 048 жители.
Окръзи в мухафазата:
- Афак
- Дивания
- Хамса
- Ал-Шамия